# رأس جنات
رأس جنات هو رأس على البحر الأبيض المتوسط بالقرب من مدينة جنات، على بعد 50 كيلومترًا شرق الجزائر العاصمة، بالقرب من دليس، في ولاية بومرداس في الجزائر .
أدى زلزال شمال الجزائر (مقياس مقدار العزم 6.8) في 21 مايو 2003 إلى ارتفاع الخط الساحلي الذي يتميز بشريط أبيض متواصل مرئي عند الرؤوس الصخرية. أشار توزيع المصاعد إلى متوسط 0.5 متر على طول الخط الساحلي بحد أقصى 0.75 مترًا بالقرب من بومرداس وحد أدنى قريب من 0 بالقرب من رأس جانت.
في 4 يونيو 2008 قُتل 6 جنود وجرح 4 في رأس جنات خلال هجوم نسب للاسلاميين المتشددين. كان الجنود عائدون إلى ثكناتهم عندما أصيبت عربتهم بقنبلة زرعت على جانب الطريق.